# نافع داود
نافع بن داود بن أحمد الموصلي ( 1930 - 1959) الشهير بـ«نافع داود» اختصارًا، هو ضابط عراقي سابق، ومن المشاركين في انقلاب الشواف عام 1959 ضد رئيس الوزراء عبد الكريم قاسم وفقد بصره على أثرها ، أعدم رميا بالرصاص في 21 صفر 1379 هـ/25 آب 1959م.

## حياته ونشأته
ولد في بغداد سنة 1930 ، ونسبهُ من أسرة عربية من الموصل، وتعلم القرآن في مساجد بغداد وهو صغير، وأكمل دراسته الابتدائية والثانوية، ثم دخل الكلية العسكرية وتخرج ضابطاً، ونال ترقيات عدة حتى بلغ رتبة رئيس ركن (نقيب ركن)، وتخرج من كلية الأركان، وكان ضابطاً ذكياً من المخلصين والمتفانين لخدمة الناس، والتقى ببعض الضباط المخلصين مثله، وانتمى لتنظيم الضباط الوطنيين في العراق بقيادة العقيد رفعت الحاج سري.

## انقلاب الشواف
شارك في أحداث انقلاب الشواف في الموصل والتي حدثت في شهر آذار من عام 1959م، وكانت ضد نظام الحكم آنذاك برئاسة الزعيم عبد الكريم قاسم، وكان انقلاب الشواف هو محاولة الاستيلاء على الحكم نتيجة الصراعات السياسية بين الأحزاب في العراق ذلك الوقت، وبعد فشل الانقلاب وإخفاقه ألقي القبض عليه مع مجموعة تنظيم الضباط الوطنيين ومنهم العقيد رفعت الحاج سري والعميد ناظم الطبقجلي وغيرهم، وقدم إلى المحاكمة والتي كانت في المحكمة العسكرية العليا الخاصة ، والتي عرضت في وقتها على شاشات التلفاز، وشاهدها العالم في وسائل الأعلام. ومما يذكر أن النقيب نافع الداود كان قد فقد بصره بعد قصف مقر قائد الانقلاب عبد الوهاب الشواف.
وفي السجن، وهو أعمى، كتب رسالة إلى خطيبته ليلى أحمد أيوب: "اتركيني، إنني إما ذاهب إلى الموت أو سأبقى أعمى طوال حياتي. إنني رجل بلا مستقبل، الشيوعيون أفقدوني البصر. سأكون عالة عليك لو عشت. إنني أشفق عليك من هذا المصير. إنني أحمق من وعدك لي بالزواج".
فردت عليه خطيبته: "إذا كنت قد فقدت عينيك، فسأكون عينيك، سأرى لك. سأكون عصاك التي ستستند إليها. لن أتخلى عنك. إنني أحببتك قبل سجنك كرجل، والآن أحبك كبطل ورجل. إنك فقدت عينيك فقط، ولكنك لم تفقد شرفك. يشرفني أن أكون زوجة ضابط أعمى فقد عيناه في ميدان الشرف. إنني أعتبره زوجي أمام الله، وأنت حي، وأنت ميت! إن الأبطال لا يموتون، الرصاص لا يقتلهم، وإنما يحولهم إلى شهداء. إنني سعيدة أن أكون عروس شهيد".

## وفاته
حكم على الرئيس الركن (نقيب الركن) نافع داود بالإعدام من قبل المحكمة العسكرية العليا الخاصة ، والتي كان يرأسها العقيد فاضل عباس المهداوي ابن خالة الزعيم عبد الكريم قاسم ونفذ الحكم يوم الثلاثاء 21 صفر 1379هـ/25 أغسطس 1959م في ساحة ام الطبول، واعدم معه أربعة ضباط، وهم:
- النقيب محمد سالم عبد القادر
- الملازم الأول سالم حسين السراج
- الملازم مظفر صالح الامين
- الملازم محسن اسماعيل العموري

وفي سجن بغداد المركزي اعدم القيادي البعثي فاضل الشگرة شنقا حتى الموت
ولقد اجتمع الناس في جمع مهيب لاجل صلاة الجنازة على رفات نافع داود في جامع الإمام الأعظم في الأعظمية، ثم دفن في مقبرة الخيزران.